# Nevada State Route 375
Vous lisez un « article de qualité » labellisé en 2011.
Pour les articles homonymes, voir Route 375.
La State Route 375 (aussi connue sous le nom de Route extraterrestre) est une route à deux voies située dans le sud du Nevada, aux États-Unis. Elle s'étend sur 158 kilomètres (98 miles) de Crystal Springs, depuis la State Route 318, jusqu'à Warm Springs, en rejoignant l'US 6. La route se trouve à l'extrémité de la zone militaire de la Nellis Air Force Range.
La proximité de la Zone 51, ainsi que les nombreuses observations d'ovnis par des voyageurs, ont fini par donner à la route le surnom de « Extraterrestrial Highway », officialisé en 1996. Le village de Rachel est situé sur cette route ; il abrite un restaurant et quelques commerces ayant pour thème les extraterrestres, ainsi que des attractions folkloriques et touristiques exploitant les rumeurs extraterrestres. En dépit d'une certaine fréquentation touristique, la route 375 est l'une des moins utilisées du Nevada.

## Historique

### Développement

La route 375 contourne les bases militaires par le Nord.
Agrandissez cette image

Le tracé actuel de la route reprend approximativement celui d'un ancien chemin en terre créé en 1932. Cette route, baptisée « State Route 25A », reliait Crystal Springs à la State Route 4 (désormais US 6) juste à l'est de Tonopah. L'année suivante, elle est intégrée à la State Route 25. La route subit quelques modifications les années suivantes, mais les jonctions sont conservées.
Jusqu'en 1942, l'état de la route 25 se dégrade : des cartes de l'époque montrent une large zone entre les comtés de Nye et de Lincoln où toute la voie est détruite. En 1946, la route est rétablie, mais le tracé est modifié et est désormais raccourci à 179 km. La mise en place d'un site de test de bombardement par l'U.S. Air Force, interdit à tout civil, entraîne une nouvelle coupure de la voie à partir de 1950, et ce n'est qu'en 1957 qu'un contournement est mis en place. La route rejoint alors l'US 6 60 km plus à l'est, passant vers le nord autour de Reveille Range au lieu de monter sur le Kawich Range qui se trouve dans la zone de test.
À la suite des modifications de 1957, la State Route 25 prend sa forme actuelle. Elle est entièrement goudronnée l'année suivante et reste en l'état jusqu'au renommage des routes du Nevada en 1976, prenant alors le nom de « State Route 375 ». Le nouveau nom apparaît sur la carte officielle pour la première fois en 1978. La vitesse est limitée à 70 mph (112 km/h),, et la route offre plusieurs lignes droites de près de 25 km.

### Le nouveau surnom

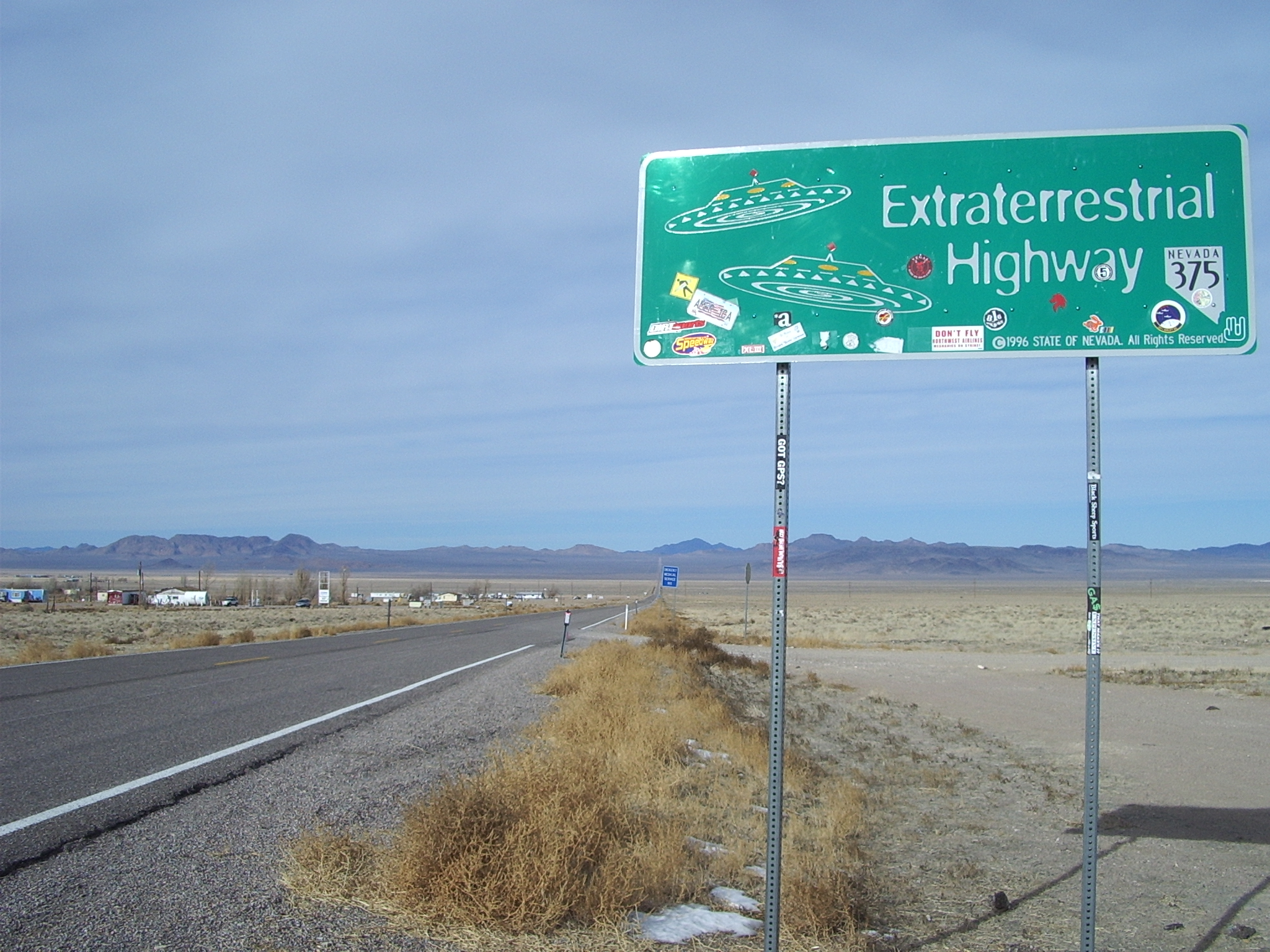
Le surnom de la route 375 est officialisé en 1996.

En 1989, Bob Lazar raconte sur un plateau de télévision, à Las Vegas, avoir travaillé sur des vaisseaux spatiaux extraterrestres dans la zone 51 et assisté à des vols d'essais de soucoupes volantes dans la vallée Tikaboo. Dans les années 1990, de nombreuses histoires se répandent concernant la base gouvernementale « zone 51 », et plusieurs livres et témoignages sont publiés à propos d'activités extraterrestres dans la région de Groom Lake. Des curieux et des amateurs d'ovnis affluent, et Rachel, village le plus proche de la zone 51, voit ses rues s'animer. Afin de profiter de la supposée activité paranormale dans la région, la commission du tourisme du Nevada décide de renommer la route, et choisit officiellement la formule « Extraterrestrial Highway » en février 1996. La commission du tourisme espère que ce renommage va entraîner « un afflux des voyageurs vers les contrées lointaines et austères du centre-sud du Nevada, où les anciens sites de tests nucléaires, les espaces aériens secrets du département de la Défense et les immenses zones militaires impénétrables ont réussi à créer un mythe qui peut devenir rentable ». Ironiquement, note William Schopf, la route ainsi rebaptisée traverse l'Alamo Breccia (la « brêche Alamo »), une formation rocheuse datant du Dévonien, et qui passe pour avoir comme origine l'impact d'une météorite datant de 360 millions d'années. Selon le géologue John E. Warme, l'Alamo Breccia est menacé par l'autoroute à l'Ouest, alors que certaines parties restent inacessibiles, au Nord, en raison du fait qu'elle se trouvent dans la zone 51. Le cratère ne peut donc être totalement étudié.
La stratégie semble fonctionner, et l'histoire arrive jusqu'au studio de production de la Twentieth Century Fox, qui choisit d'utiliser la récente notoriété de la région pour promouvoir la sortie de son nouveau film, Independence Day, dont le scénario se base sur une invasion d'extraterrestres sur la Terre, dévoilant à un moment du film le complexe de la zone 51. Le long-métrage est d'ailleurs diffusé en avant-première à Rachel le 18 avril 1996. Les représentants de l'État du Nevada rejoignent les producteurs du studio ainsi que les acteurs du film (Jeff Goldblum, Robert Loggia, Bill Pullman, et Brent Spiner) pour une cérémonie présidée par le gouverneur Bob Miller,. Son discours, teinté d'humour, est rempli de références à l'espace et est suivi de l'inauguration des panneaux routiers spéciaux « Extraterrestrial Highway 375 » et « Speed Limit Warp 7 » (vitesse limitée à distorsion 7). L'évènement s'est terminé par le scellement d'une capsule temporelle contenant des objets liés au Nevada et au film ; il est prévu de l'ouvrir en 2050,.
Pour continuer sur cette lancée, la commission du tourisme lance en juillet 1996 l'opération « The ET Experience » : ce service accessible aux touristes fournit un kit de voyageur contenant des informations sur la route, les attractions culturelles proches et les espaces de services. Les visiteurs en séjour à Rachel peuvent aussi envoyer un compte-rendu de leur voyage et recevoir des souvenirs de la route des extraterrestres. Les histoires sélectionnées sont publiées dans une lettre d'information diffusée aux anciens touristes. Malgré l'afflux touristique engendré par les voyageurs en quête de signes d'extraterrestres, « il n'y a en moyenne qu'environ 200 voitures qui passent par cette route chaque jour, faisant d'elle une des moins utilisées de l'État ».

## Description

### Crystal Springs
La route 375 commence à Crystal Springs, un village fantôme au nord de la vallée Pahranagat, au centre du comté de Lincoln ; il est situé au croisement entre la route U.S. 93, qui vient de Las Vegas au sud et bifurque vers Caliente à l'est, et la route 318, qui se dirige au nord vers Ely. Plus qu'une jonction, l'endroit a été aménagé en aire de repos. Le lieu tire son nom des sources d'eau (spring en anglais) proches, qui alimentaient un village indien. À la suite de la découverte de gisements d'argent, le village est devenu le siège du comté en 1866 avant d'être remplacé l'année suivante par Hiko. Depuis Crystal Springs, la route 375 s'oriente vers le sud-ouest pour passer entre les chaînes montagneuses du Pahrangat et du Golden Gate avant de gravir les 1 704 m du sommet Hancock.

### LaBlack Mailbox

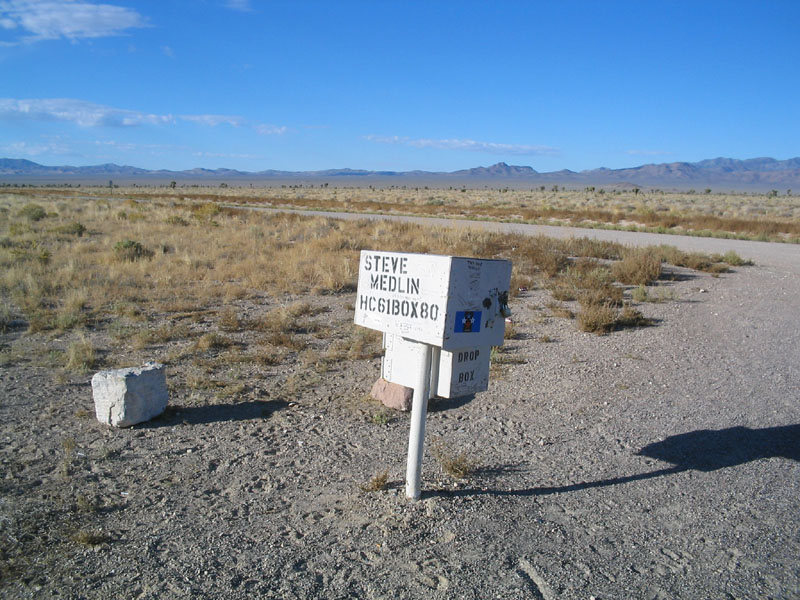
La Black Mailbox est désormais blanche et blindée, à cause des nombreux vandalismes.

La route 375 approche ensuite la zone militaire Nellis Air Force Range, puis s'oriente vers le nord-ouest à travers la vallée Tikaboo. Seul repère à 60 kilomètres aux alentours, la « Black Mailbox » est un lieu de rendez-vous célèbre pour les amateurs d'ovnis. Dans les années 1990, cette boîte aux lettres, sur laquelle est inscrit « STEVE MEDLIN, HC 61, BOX 80 » était supposée être celle de la zone 51 ; des chercheurs d'extraterrestres s'y réunissaient pour observer le ciel, et fouillaient parfois le courrier dans l'espoir de trouver des documents confidentiels. Les vrais propriétaires, Steve et Glenda Medlin, ont fini par la remplacer par une boîte blindée, peinte en blanc et solidement verrouillée. Le lieu est toujours un point de rassemblement pour les voyageurs, et des observations d'ovnis y sont fréquemment rapportées.

### Le village de Rachel

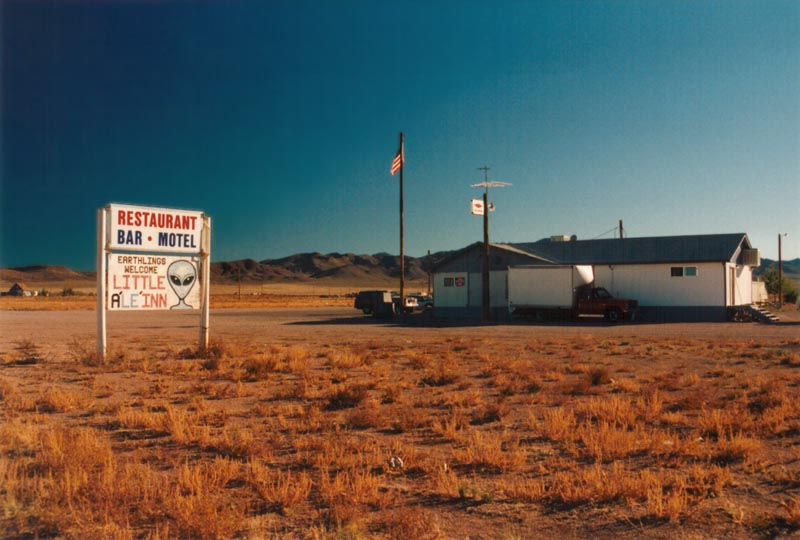
L'auberge Little A'Le'Inn, à Rachel.

Continuant vers l'ouest, le tracé descend dans la vallée Sand Spring et arrive en vue de Rachel. Ancienne mine de tungstène, ce village compte une centaine d'habitants. Le lieu utilise dès le début des années 1990 la réputation de la route : en plus du panneau d'accueil affichant « Humains : 98, Aliens : ? », on y trouve l'auberge Little A'Le'Inn (jeu de mots qui se prononce comme « alien » et qui comporte le mot inn, « auberge »). Ce bâtiment regroupe un motel, quelques emplacements pour caravanes, ainsi qu'un bar-restaurant réputé pour son Alien Burger, et un magasin de souvenirs,. Grâce à sa notoriété, l'auberge apparaît en 1998 dans la série X-Files, dans l'épisode 5 de la saison 6 : Zone 51 - 2e partie. Lors de l'écriture du film Paul (2011), les scénaristes et acteurs Simon Pegg et Nick Frost arpentent les routes du Nevada, et s'arrêtent à l'auberge ; ils y puisent plusieurs idées,.
Il existait à Rachel le Area 51 Research Center, un centre de documentation basé dans un mobile home jaune qui recensait les activités paranormales dans la région jusqu'en 2001,,.
En 2006, la chaîne de restauration rapide KFC profite de la notoriété de la ville pour développer sa nouvelle image. Un panneau publicitaire géant de plus de 8 000 m2 est construit au sol, à quelques dizaines de mètres de la route. Le nouveau logo de la marque, représentant son créateur, le Colonel Sanders, est constitué de 65 000 blocs d'un pied carré, et fait de la franchise la première marque visible depuis l'espace . Selon le président directeur général Graham Allan, il s'agit de « montrer à l'univers la nouvelle identité de KFC ».

### Warm Springset laU.S. 6
En quittant Rachel, la route 375 se dirige vers le nord-ouest et entre dans le comté de Nye County. La voie quitte la vallée Sand Springs et arrive au sommet Queen City, le point culminant du tracé (1 809 m), avant de redescendre vers le sud de la vallée Railroad, tournant au nord pendant quelques kilomètres pour contourner le massif de Reveille Range. La route reprend vers l'ouest pour se terminer à la jonction avec la route US 6 à Warm Springs. Il ne reste de cet ancien arrêt pour diligences que quelques bâtiments et des cabanes où les voyageurs peuvent encore profiter des sources chaudes qui ont donné son nom à ce lieu. La route U.S. 6 permet de rejoindre Tonopah à l'ouest et Ely, loin au nord-est.

## Climat, faune et flore

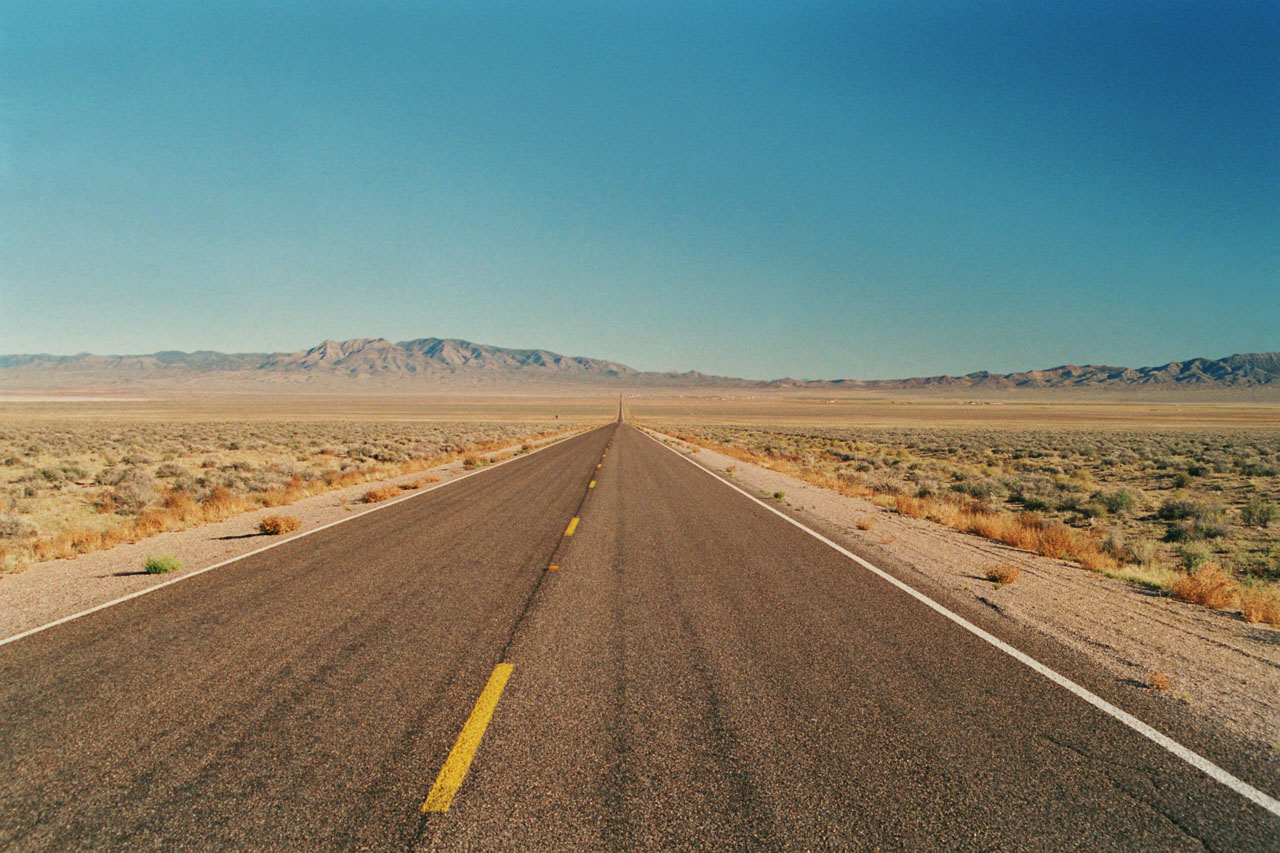
La route 375 comporte plusieurs longues lignes droites. Ici, elle traverse Sand Spring Valley.

Il n'existe pas de relevés météorologiques concernant la route 375. Les données les plus proches proviennent d'Alamo, à 20 km au sud de Crystal Springs, et de Tonopah, à 80 km à l'ouest de Warm Springs. Le climat est aride ou semi-aride, avec entre 15 et 18 cm de précipitations en moyenne par an. En été, les températures atteignent 37 °C, avec des nuits à 13 °C, et des pics à 45 °C. L'hiver, les maximales sont à 13 °C, mais les nuits peuvent afficher −7 °C, avec des records à −25 °C,. La région, comme tout le sud du Nevada, est trop sèche pour être cultivée, à l'exception de fermes irriguées, comme on en trouve à Rachel,.
Juste au nord de Crystal Springs, à la jonction est de la route, se trouve le lac Frenchy Lake, qui fait partie de la réserve naturelle Key Pittman Wildlife Management Area. On y recense 24 espèces de canards, dont la principale est le canard d'Aylesbury. On y trouve aussi des rapaces et d'autres oiseaux ainsi que, dans le lac, des poissons-chats et des achigans à grande bouche. Dans les parties plus désertiques de la route, les voyageurs peuvent croiser des mammifères, comme des lynx roux, des renards, des moufettes, des cerfs mulets, ou encore des mouflons canadiens ainsi que divers lézards et serpents, dont des crotales.
Le long de la route, la végétation est très éparse, en raison du climat désertique. Comme dans les autres zones de faible élévation du Grand Bassin, elle se limite aux arbustes robustes, comme le Atriplex confertifolia ou des plantes du genre Distichlis.